# BMW G82

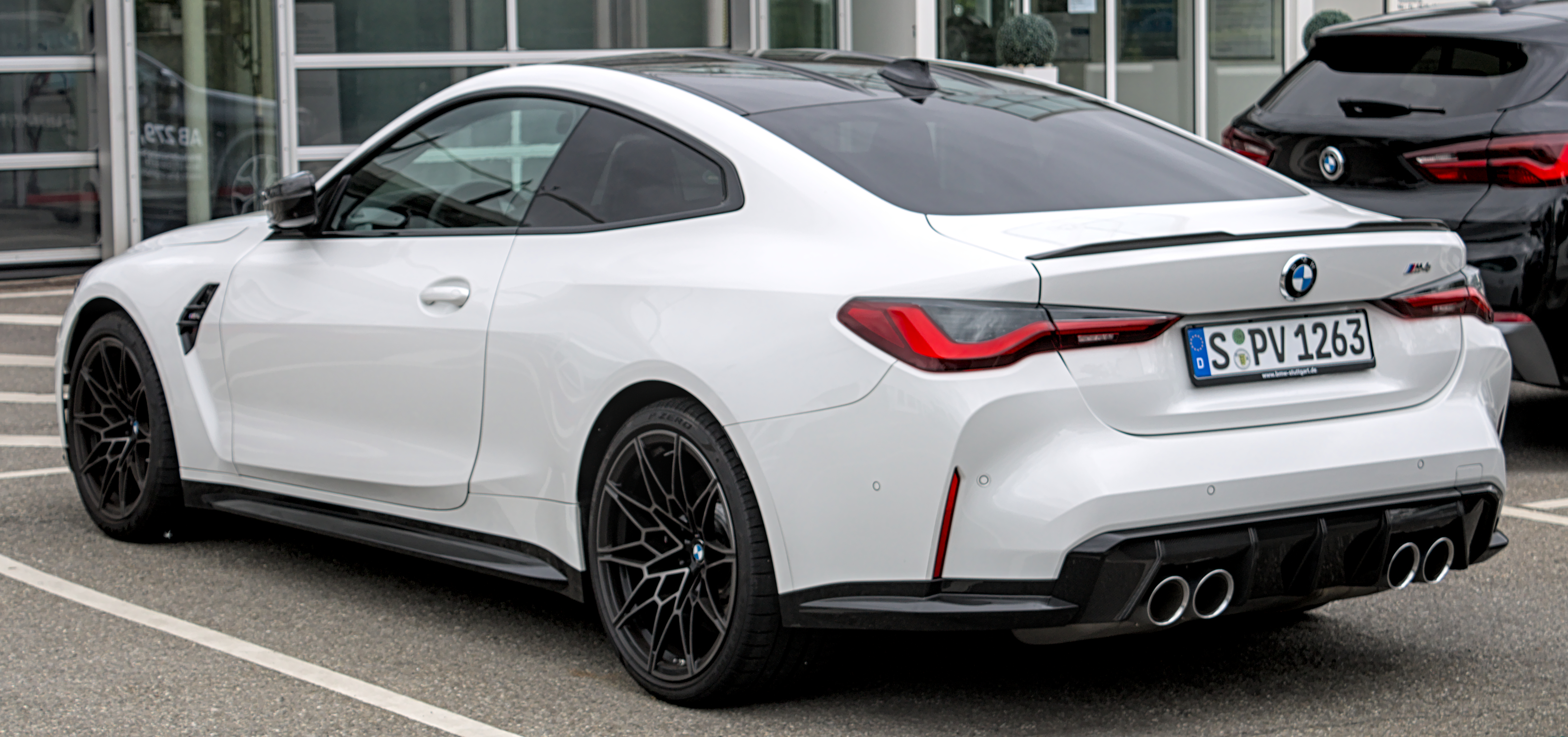
Heckansicht

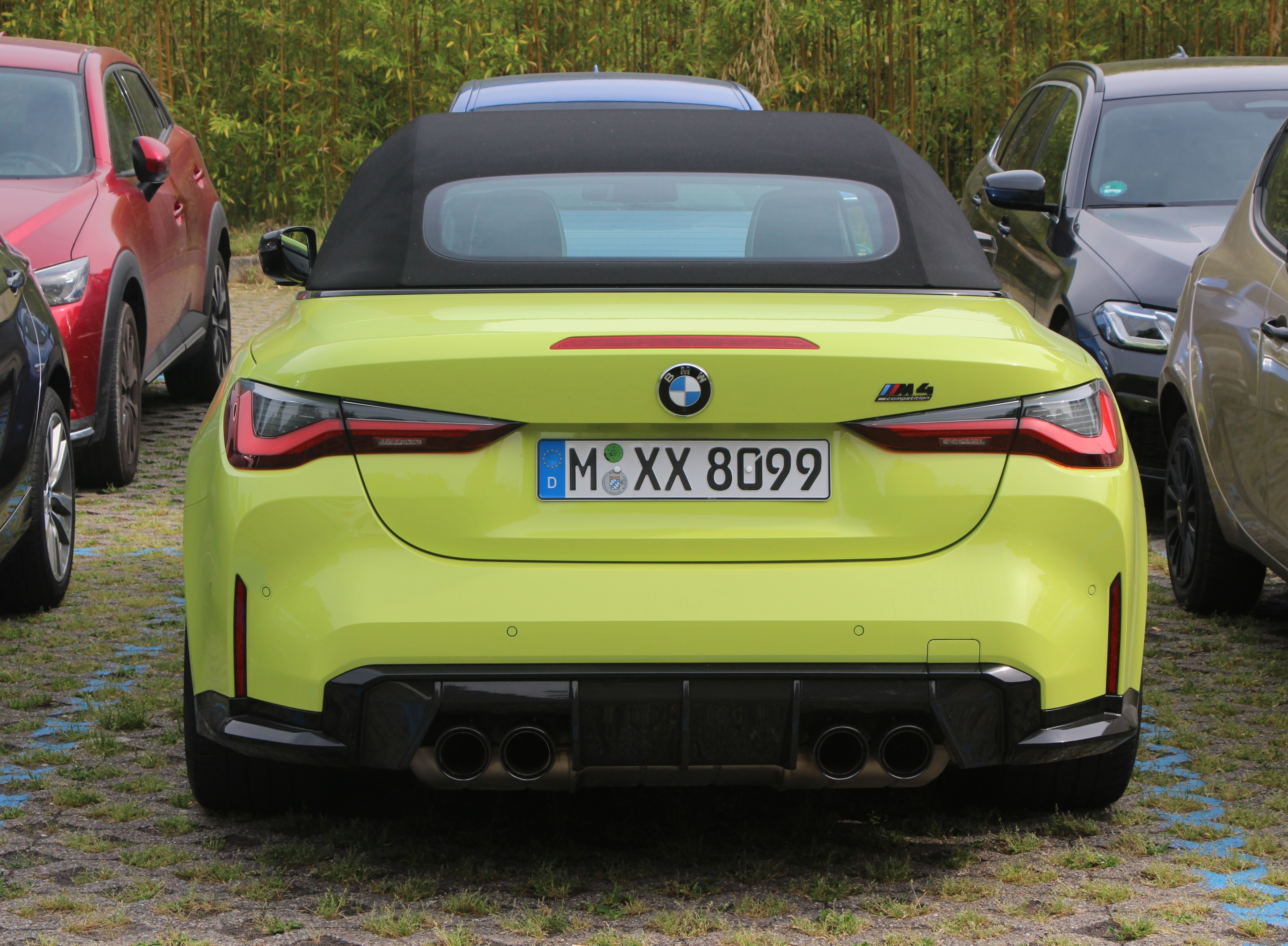
M4 Cabrio Competition, Lack Sao Paulo Gelb

Der BMW G82, Verkaufsbezeichnung M4, ist ein seit 2020 angebotenes Sportcoupé und die höchstmotorisierte Variante der 4er-Reihe G22 von BMW. Parallel wird das Fahrzeug als viertürige Limousine M3 (G80) angeboten; als M3 ist es die sechste Generation dieses Fahrzeugs. Wie bei der Einführung des M4 2014 wurden beide Karosserievarianten gleichzeitig vorgestellt, und der Verkauf beider Modelle begann im März 2021.
Im Sommer 2021 kam das M4 Cabrio (G83) auf den Markt. Der M3 Touring (G81) wurde im Juni 2022 auf dem Goodwood Festival of Speed vorgestellt und ist seit November 2022 auf dem Markt. Eine Version auf Basis des Gran Coupé (G26) ist nicht geplant; allerdings bietet Alpina ab Sommer 2022 den vergleichbaren B4 an. Im November 2022 präsentierte BMW den auf dem M4 CSL basierenden und auf fünfzig Exemplare limitierten BMW 3.0 CSL als sogenannte Hommage an das gleichnamige Modell der Baureihe E9.
Ende Januar 2024 kündigte BMW eine kleine Modellpflege für den M4 an: Neben kleinen Änderungen im Innenraum wurden die Scheinwerfer neu gestaltet, die Leistung der Competition-Allradversion erhöht sich auf 390 kW (530 PS); die Laser-Rücklichter des M4 CSL sind nun auf Wunsch auch für die anderen Versionen erhältlich.
Der M4 wird in Dingolfing gebaut.

## Karosserie und Antrieb
Die Karosserie des M4 (G82) hat mit der des 4er Coupé (G22) nur Türen und Heckdeckel gemeinsam. Das Dach ist aus kohlenstofffaserverstärktem Kunststoff (KfK/„Carbon“). Darüber hinaus ist die Karosserie an einigen Stellen versteift, wodurch allerdings auch das Gewicht um insgesamt 38 kg stieg. Sichtbar sind sie im Motorraum; weitere sind ein Vorderachsträger mit sogenanntem Schubfeld, einer Gitterwerk-Leichtbaukonstruktion, aus Aluminium und Verstrebungen im Fahrzeugboden. Außerdem wurde der Farbton Sao Paulo Gelb eingeführt.
Der Motor S58 wurde 2019 mit dem BMW X3 M (G01)/X4 M (G02) eingeführt. Die leistungsstärkere Competition-Variante hat wie in den SUVs 375 kW (510 PS), was 7 kW über dem stärksten Vorgängermodell M4 GTS (F82) mit Wassereinspritzung liegt; das Drehmoment der Competition-Variante beträgt 650 Nm (50 Nm mehr als bei den SUV-Competition-Modellen). Dieser Motor hat daher im M4 ohne Allradantrieb – letzterer folgte im Sommer 2021 – eine andere Kurbelwelle. Für die Kühlung sind ein zentraler Kühler und zwei weitere in den vorderen Radhäusern eingebaut. Der hohe Luftbedarf ist auch der Grund für den verglichen mit den Nicht-M-Coupé-Versionen mit einem Strömungswiderstandskoeffizienten (cw) bis zu 0,22 deutlich schlechteren Wert von 0,34. In der etwas schwächeren Version mit 353 kW (480 PS) ist der Motor mit einer 6-Gang-Handschaltung, in der stärkeren mit 375 kW (510 PS) (Competition) mit einer 8-Gang-Automatic (Steptronic Getriebe mit Drivelogic) kombiniert. Die Handschaltung hat einen Schaltassistenten für schlupffreies Einkuppeln und eine geschickte Anschlussdrehzahl nach dem Herunterschalten beim Anbremsen vor Kurven. Bei beiden Modellen ist die Geschwindigkeit elektronisch auf 250 oder mit dem sog. M Drivers Package auf 290 km/h begrenzt, beim im Mai 2022 vorgestellten CSL mit 405 kW (550 PS) sind es 307 km/h. Die Auspuffanlage ist mit einer variablen Klappensteuerung ausgestattet. Sie ist mit eigener Endrohranordnung als sogenanntes Performance-Part aus Titan und damit etwa 5 kg leichter erhältlich.

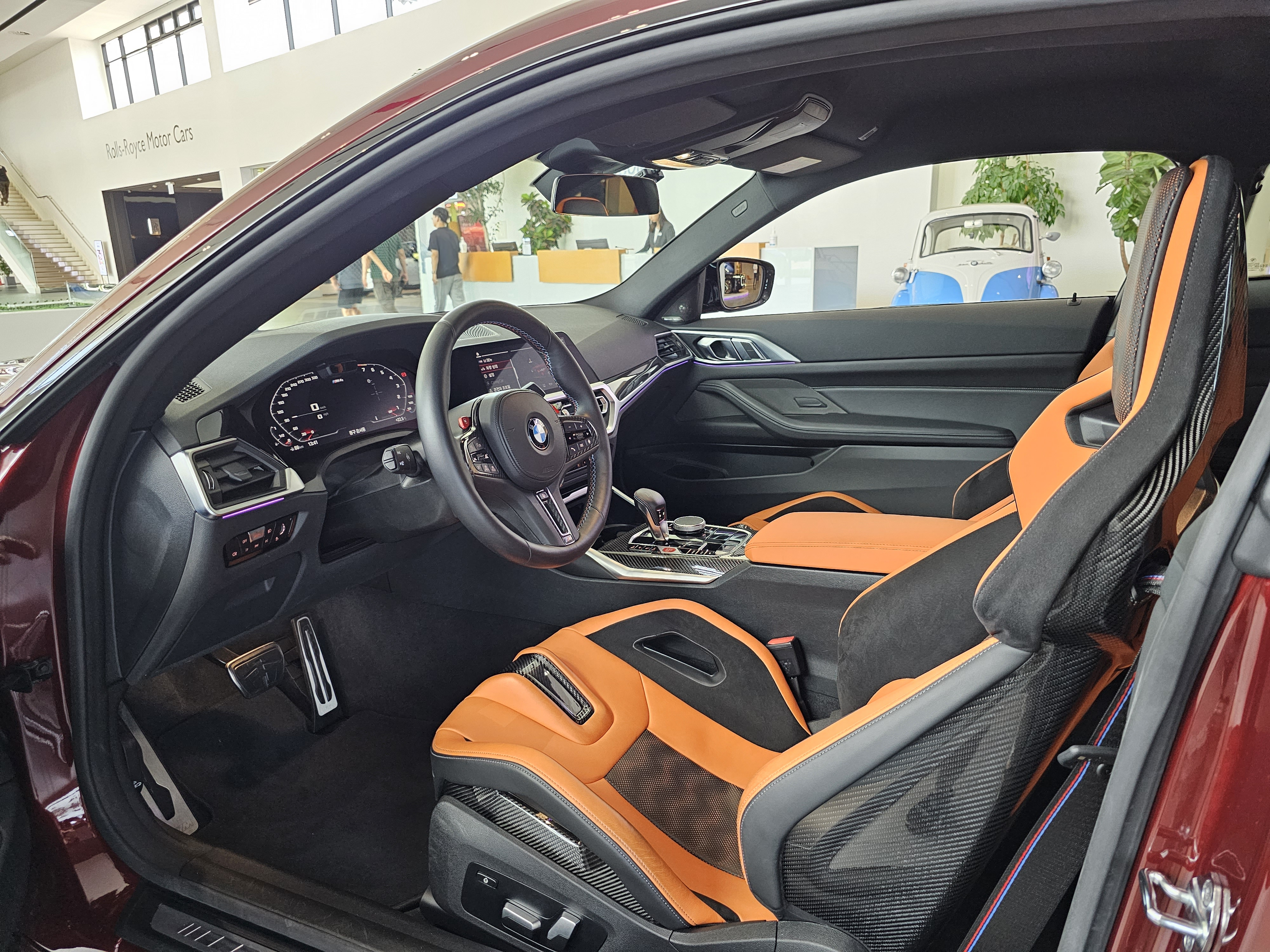
Innenraum bei Lederausstattung
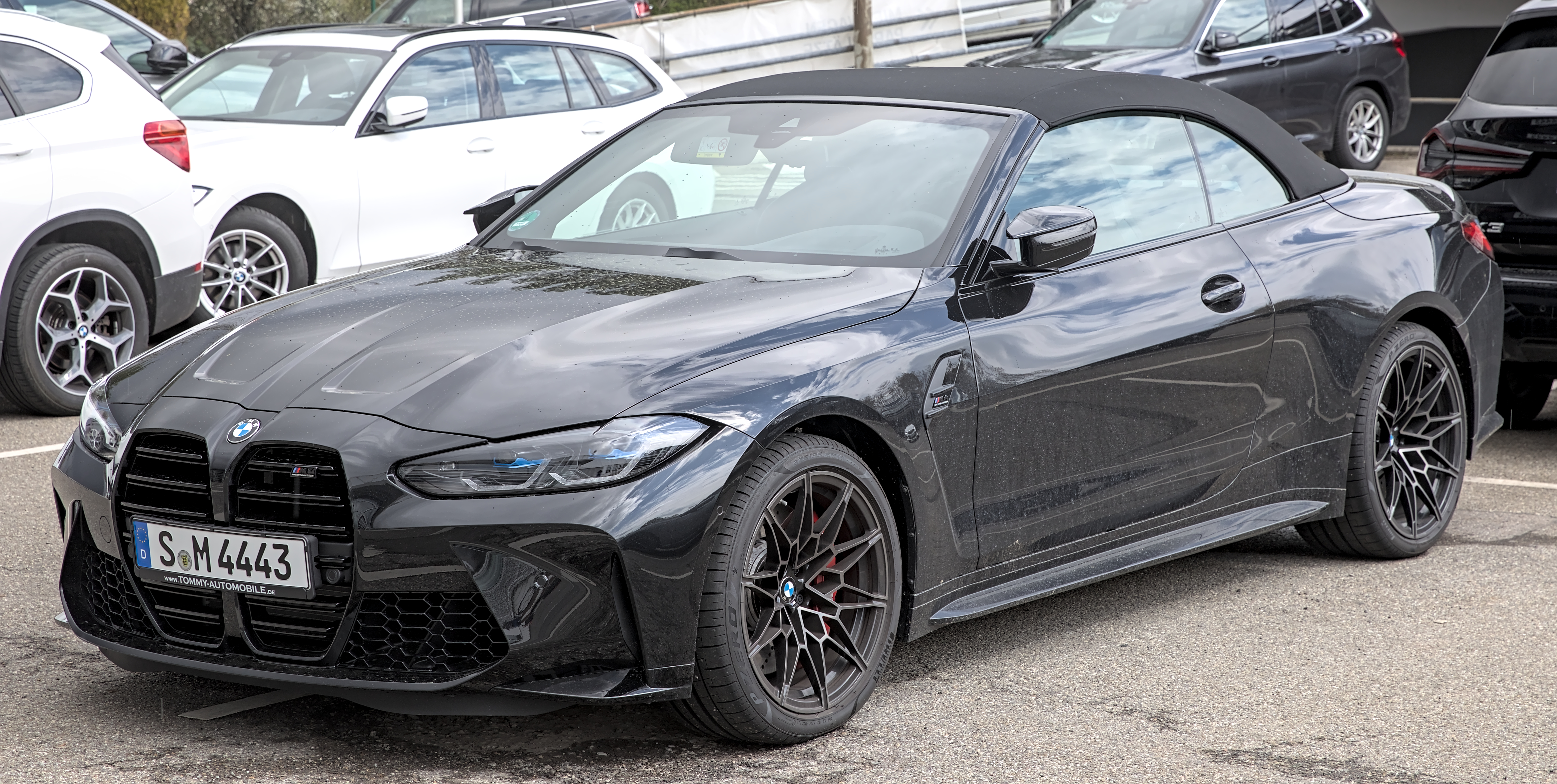
BMW M4 Cabrio Competition (2020–2024)
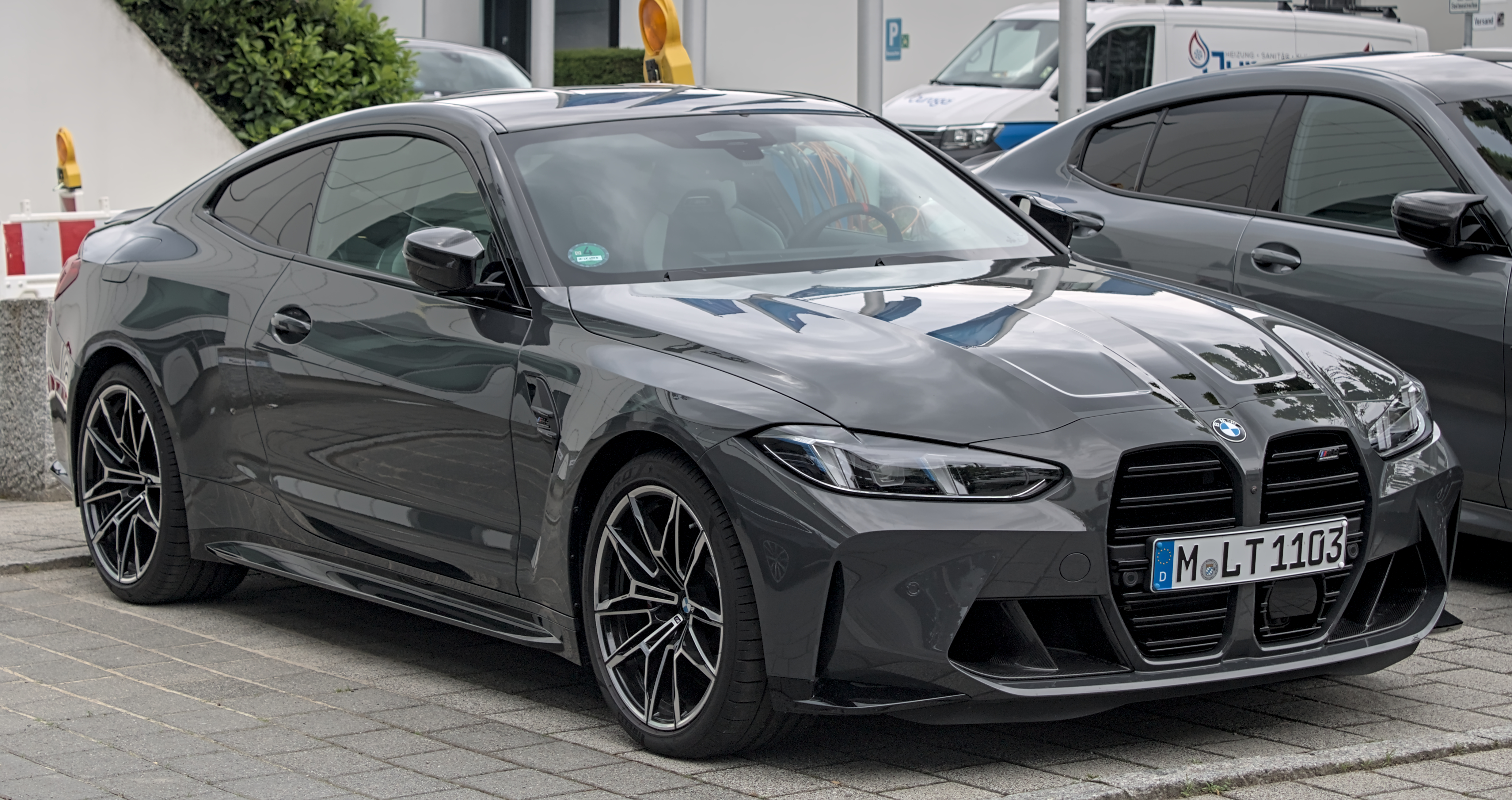
BMW M4 Coupé Competition (seit 2024)
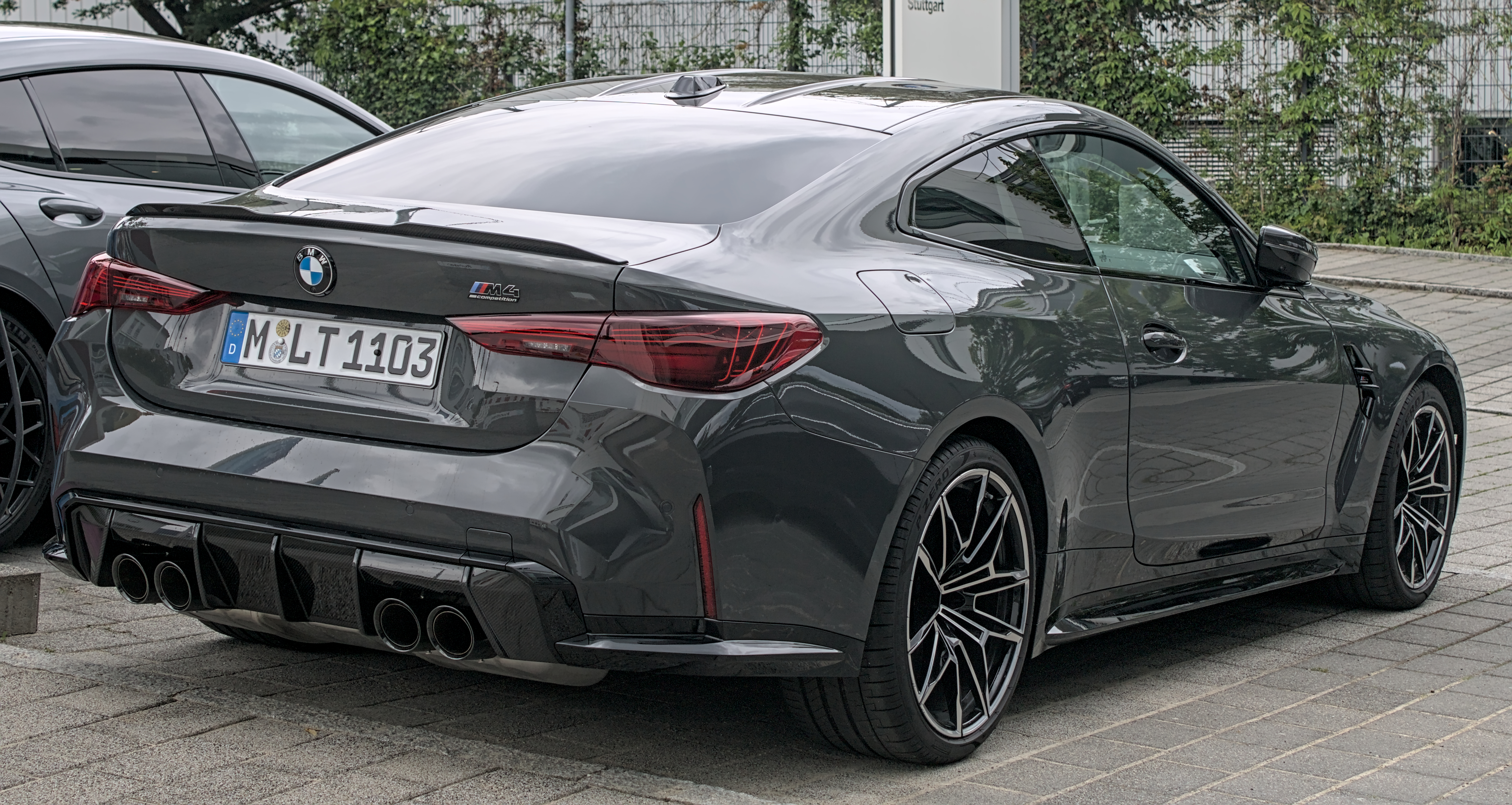
Heckansicht mit aufpreispflichtigem „Laser-Rücklicht“ (seit 2024)
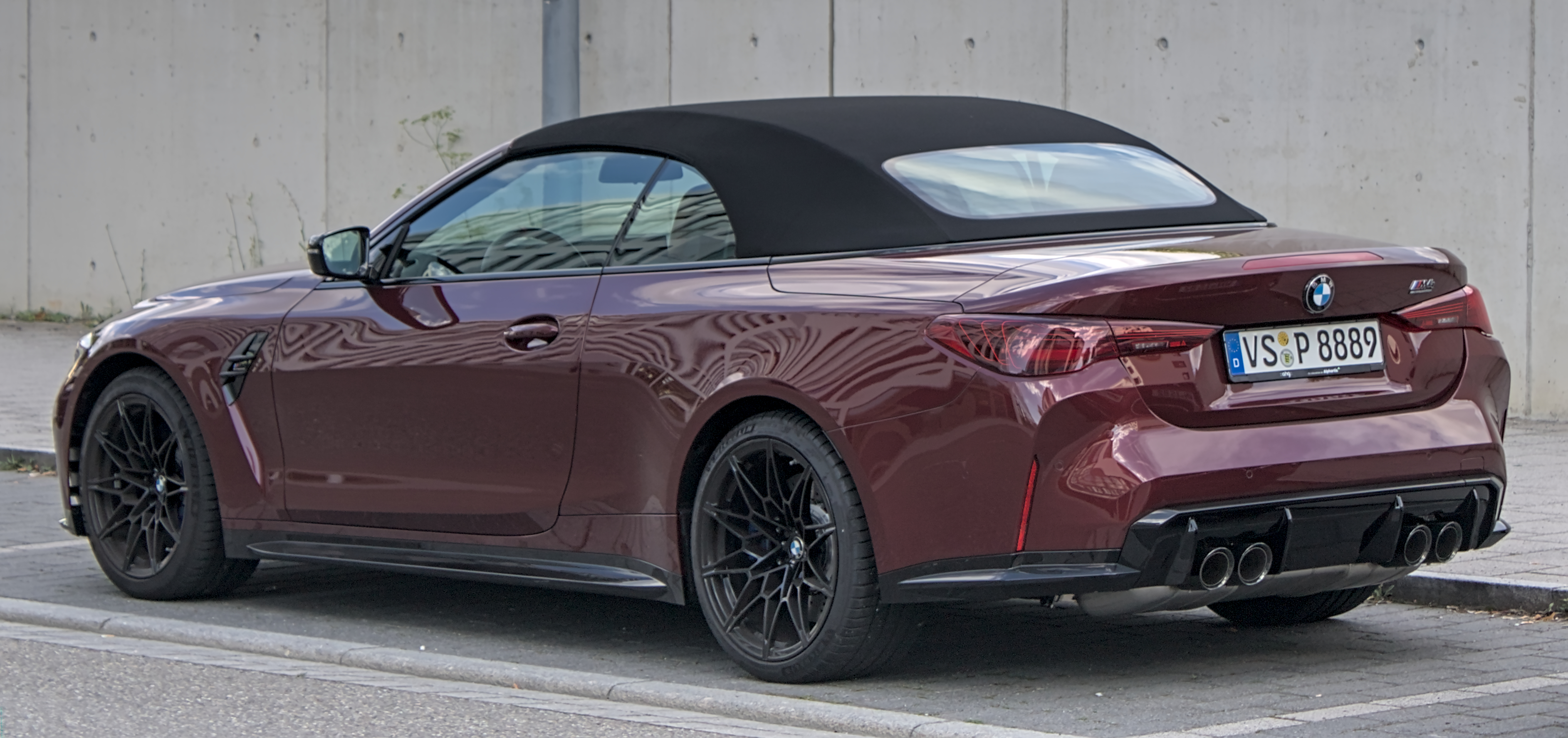
BMW M4 Cabrio Competition (seit 2024)

## Fahrwerk
Der Wagen hat wie der Vorgänger ein adaptives Fahrwerk – vorn Doppelgelenk-Federbeinachse, hinten Fünf-Lenker-Achse in Leichtbauweise – mit elektronisch geregelten Stoßdämpfern. Der Hinterachsträger ist starr mit der Karosserie verbunden. Die serienmäßigen geschmiedeten Leichtmetallräder haben vorn 18 Zoll, hinten 19 Zoll. Die vorderen Bremsen haben Sechskolben-Sättel. Am Bremssystem lässt sich das Ansprechverhalten über zwei Kennlinien einstellen. Gelenkt wird mit einer elektromechanischen Zahnstangen-Servolenkung mit variabler Übersetzung.
Die Ausstattung enthält auch einen M Drift Analyser, mit dem sich die in Kurven ermittelten Fahrzeugdaten aufzeichnen und auswerten lassen sowie eine Rundenzeitenuhr (Laptimer).

## Sondermodelle

### M4 Competition x KITH Edition
Im Oktober 2020, einen Monat nach der Vorstellung des G82, präsentierte BMW das auf 150 Exemplare limitierte Sondermodell M4 Competition x KITH Edition, das in Kooperation mit der gleichnamigen Modemarke aus New York entstand. Für die Präsentation wurde ein M4 in dem originalen Zinnoberrot des ersten M3 lackiert. Diese Fahrzeuge waren auch mit dem xDrive-Allradantrieb bestellbar. Zur Ausstattung gehörten unter anderem auch rote Bremssättel mit einem M-Logo, Laserlicht und Sportsitze mit Gestellen aus KfK in speziellen Design.
Die KfK („Carbon“)-Sportsitze, die trotz elektrischer Sitzverstellung 9,5 kg leichter als die M-Seriensitze sind, sind auf Wunsch auch in den Serienversionen erhältlich.

### M4 CSL
Am 20. Mai 2022 präsentierte BMW mit dem Sondermodell M4 CSL eine über 100 kg leichtere Version als Nachfolger des M3 E46 CSL. Bei ihm wurde aus Gewichtsgründen auf den Allradantrieb verzichtet. Äußerlich unterscheidet es sich unter anderem durch eine geänderte Heckklappe mit integriertem, größeren Spoiler, um mehr Abtrieb zu erzeugen, einen anderen Kühlergrill mit weniger Streben, gelbes Tagfahrlicht, um einen Bezug zu BMW GT-Rennfahrzeugen herzustellen, und Heckleuchten mit Leuchtfäden in Laser-Technik. Der CSL hat auch eine leichtere Titan-Auspuffanlage. Innen gibt es 24 Kilogramm leichtere Vollschalensitze (ohne Lehnenverstellung) aus Carbon, keine Mittelarmlehne und keine Rücksitzbank, wobei letzteres 21 kg einspart. Weitere 15 kg erbringt der Entfall von Schalldämmung. Das Fahrwerk wurde 8 mm abgesenkt, die vorderen Räder haben 19 Zoll und einen anderen, negativen Sturz, die hinteren 20 Zoll. So erreicht der Wagen mit 7:20,207 Minuten für die vollständige Runde der Nürburgring-Nordschleife (notariell beglaubigt) aktuell die beste Zeit aller BMW-Serienfahrzeuge; die Zeit ist besser als die des Ferrari 488 GTB. Zum Verkaufsstart ist der CSL neben der Präsentationsfarbe, dem matten „Frozen Brooklyn Gray“, in „Alpinweiß uni“ und „Saphirschwarz metallic“ erhältlich.
Die Stückzahl wurde auf 1.000 Fahrzeuge begrenzt, dabei sind 150 Exemplare für Deutschland und 250 für die USA geplant. Es wird berichtet, dass am 24. Mai, binnen vier Tagen, die europäischen Exemplare und Ende Mai 2022, also binnen zwölf Tagen, alle Exemplare bereits verkauft sein sollen.

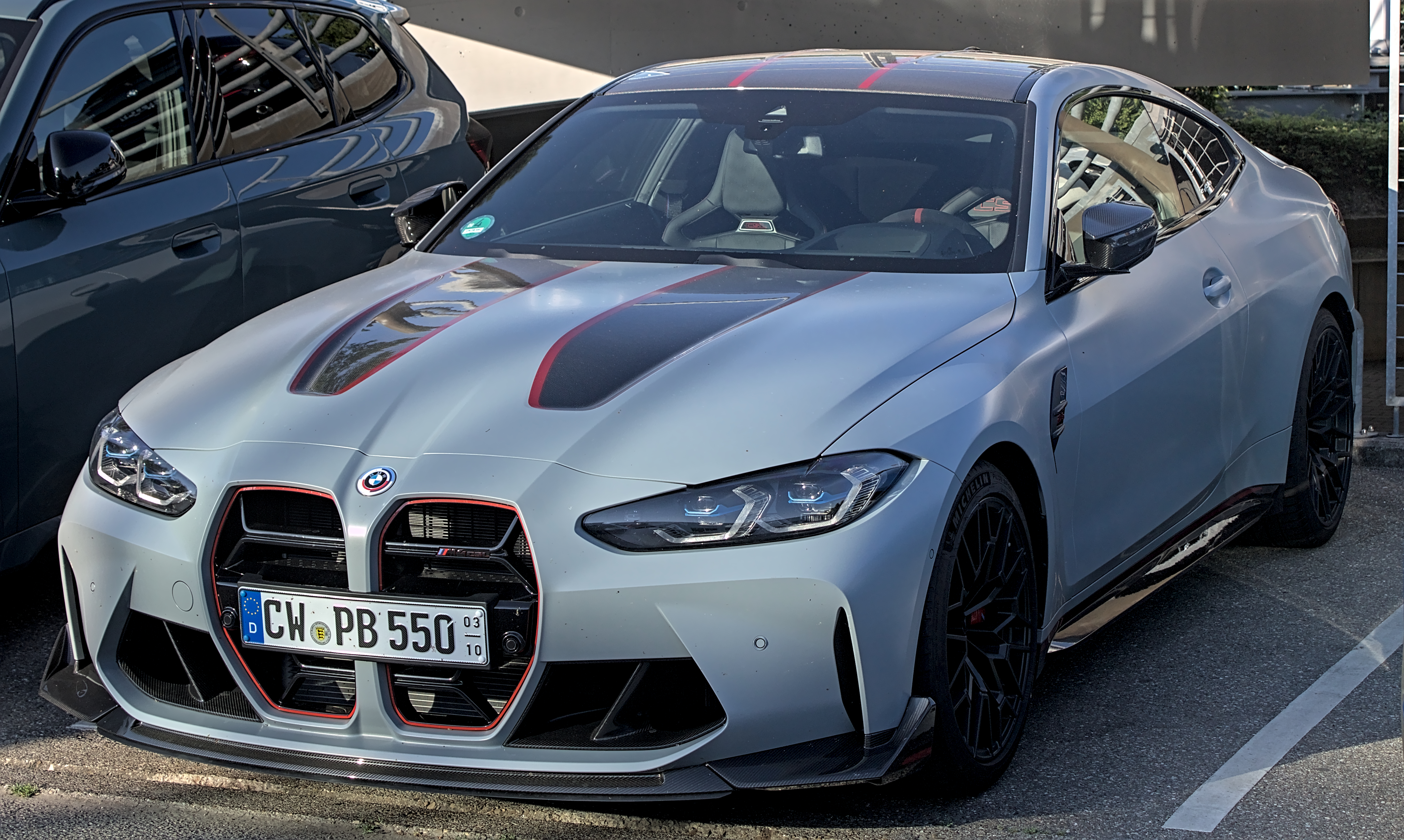
BMW M4 CSL (2022)
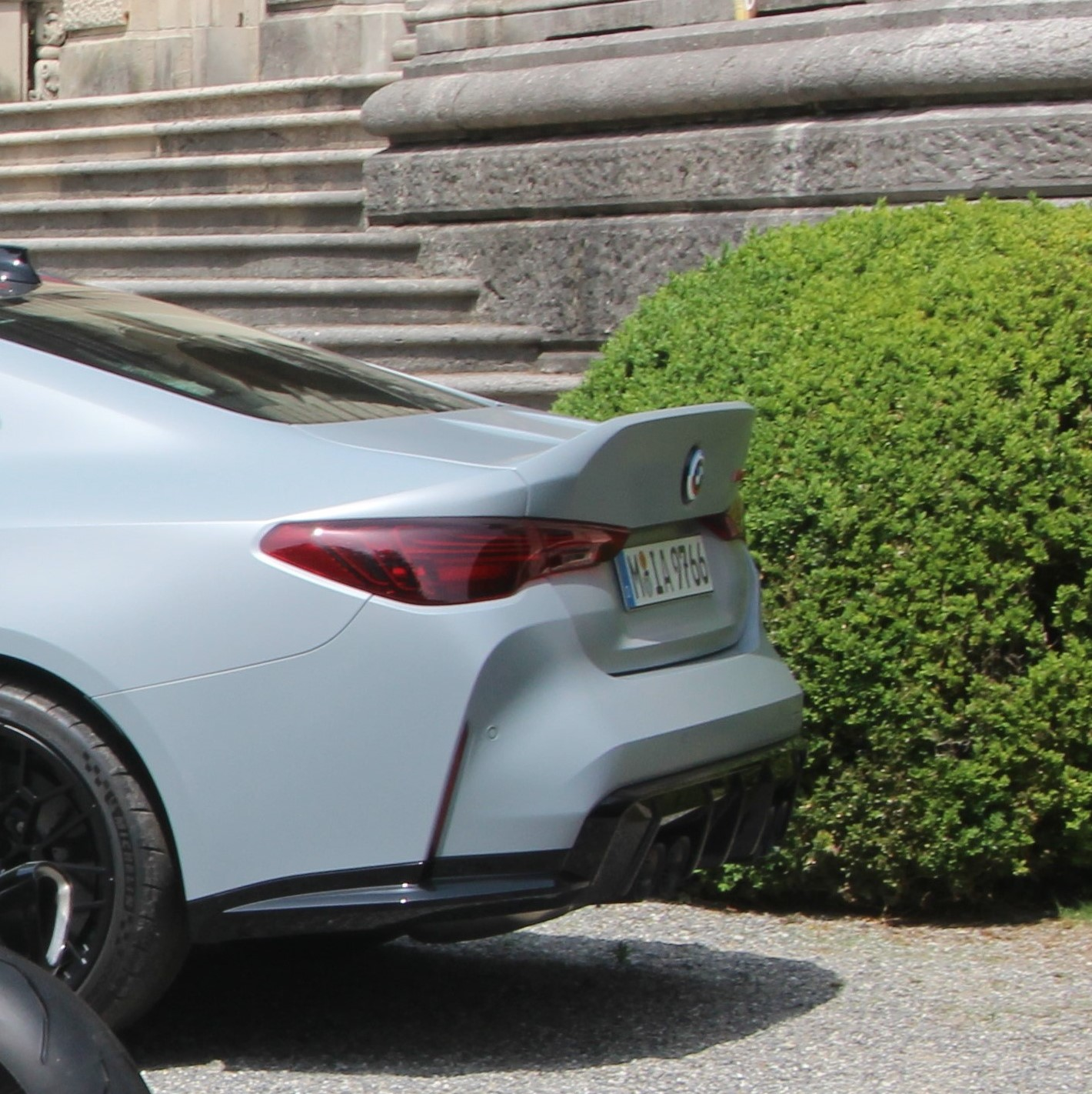
M4 CSL, Spoiler und Laser-Rücklicht

### M3/M4 50 Jahre Edition
Anlässlich des 50-jährigen Jubiläums der M GmbH stellte BMW am 24. Mai 2022 auf Basis des M4 und für Nordamerika des M3 das limitierte Sondermodell 50 Jahre Edition vor. Es ist in neuen Farbvarianten erhältlich und hat spezielle 19 beziehungsweise 20 Zoll-Schmiederäder, die in Abhängigkeit von der gewählten Farbe in grau und Goldbronze angeboten werden. Im Innenraum finden sich unter anderem auf den Sitzen Editionsschriftzüge.

### 3.0 CSL
Die im November 2022 vorgestellte und als 3.0 CSL bezeichnete Ausgabe hat ein 6-Gang-Schaltgetriebe und ist an Lufteinlässen der Carbonteile, Haube und hinteren Kotflügeln modifiziert, aber auch an Innenraumdetails wie dem Schaltknauf. Seine Gestaltung, die runden Lufteinlässe in der Frontschürze und die Gestalt des Heckspoilers sollen an den 3.0 CSL der 1970er-Jahre erinnern. Der aktuelle 3.0 CSL ähnelt der schon 2016 gezeigten CSL-Hommage, wobei die Rückleuchten nun dem M4 CSL entsprechen. Die Edition wird von Hand in Alpinweiß lackiert und trägt einen Streifen-Dekor in den Farben der BMW M GmbH. Die Größe der goldfarbenen Räder mit Zentralverschluss beträgt vorn 20 und hinten 21 Zoll. Für die 50 Editionsexemplare, die ausschließlich in Europa ausgeliefert wurden, gibt es zwei Vorserien- und zwei Crashtestfahrzeuge. Der Wagen ist 8 kW (10 PS) leistungsstärker und etwa ein Kilogramm leichter als der M4 CSL. Die Preise blieben bislang geheim, bei Preisen ab etwa 416.000 Euro für die Rennsportvariante M4 GT3 werden 600.000 bis 750.000 Euro geschätzt. Im November 2023 wurde ein 3.0 CSL erstmals versteigert. Dabei wurde in der Motorworld München ein Preis in Höhe von 1.017.500 Euro erzielt.

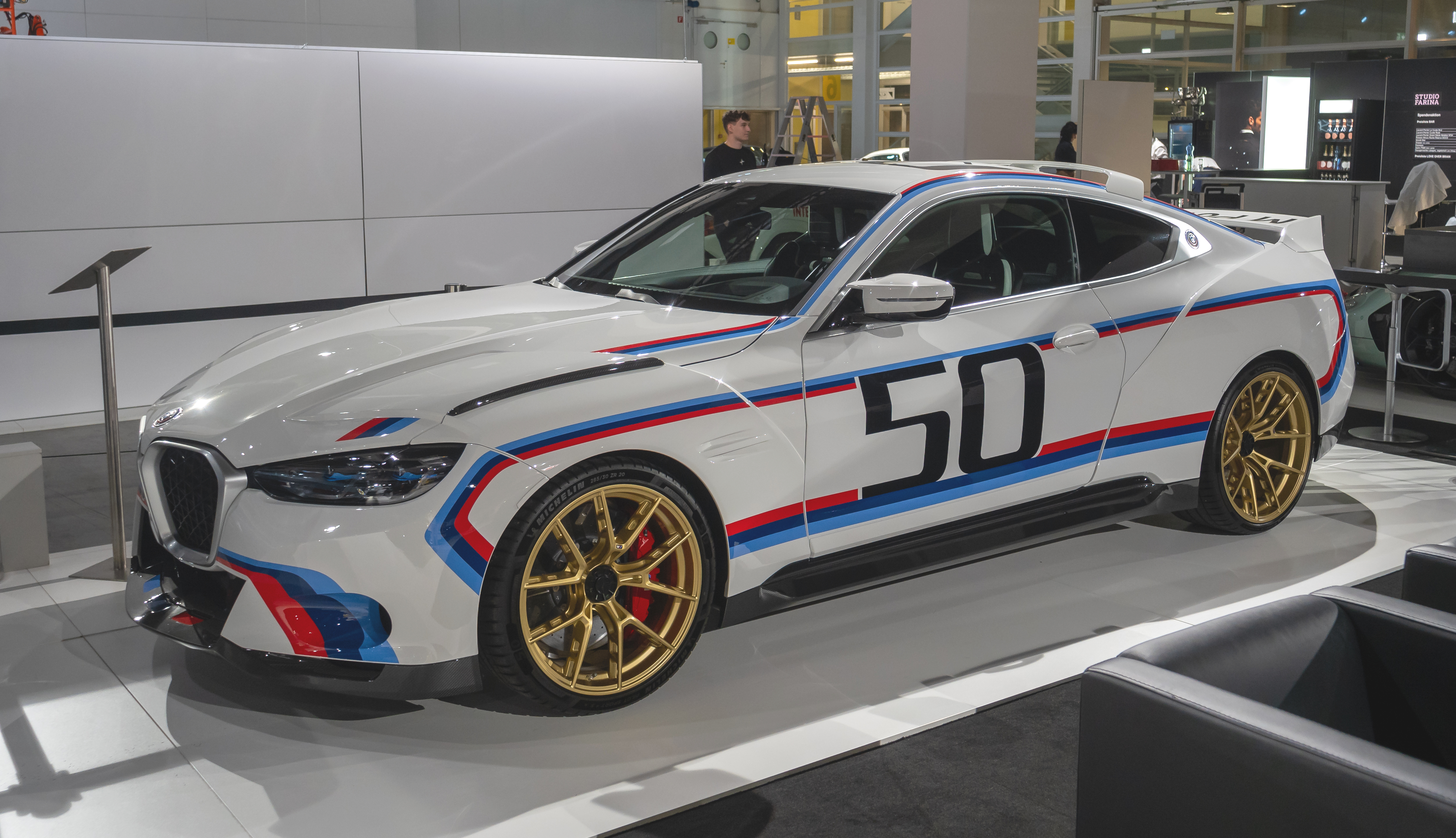
BMW 3.0 CSL (2022)
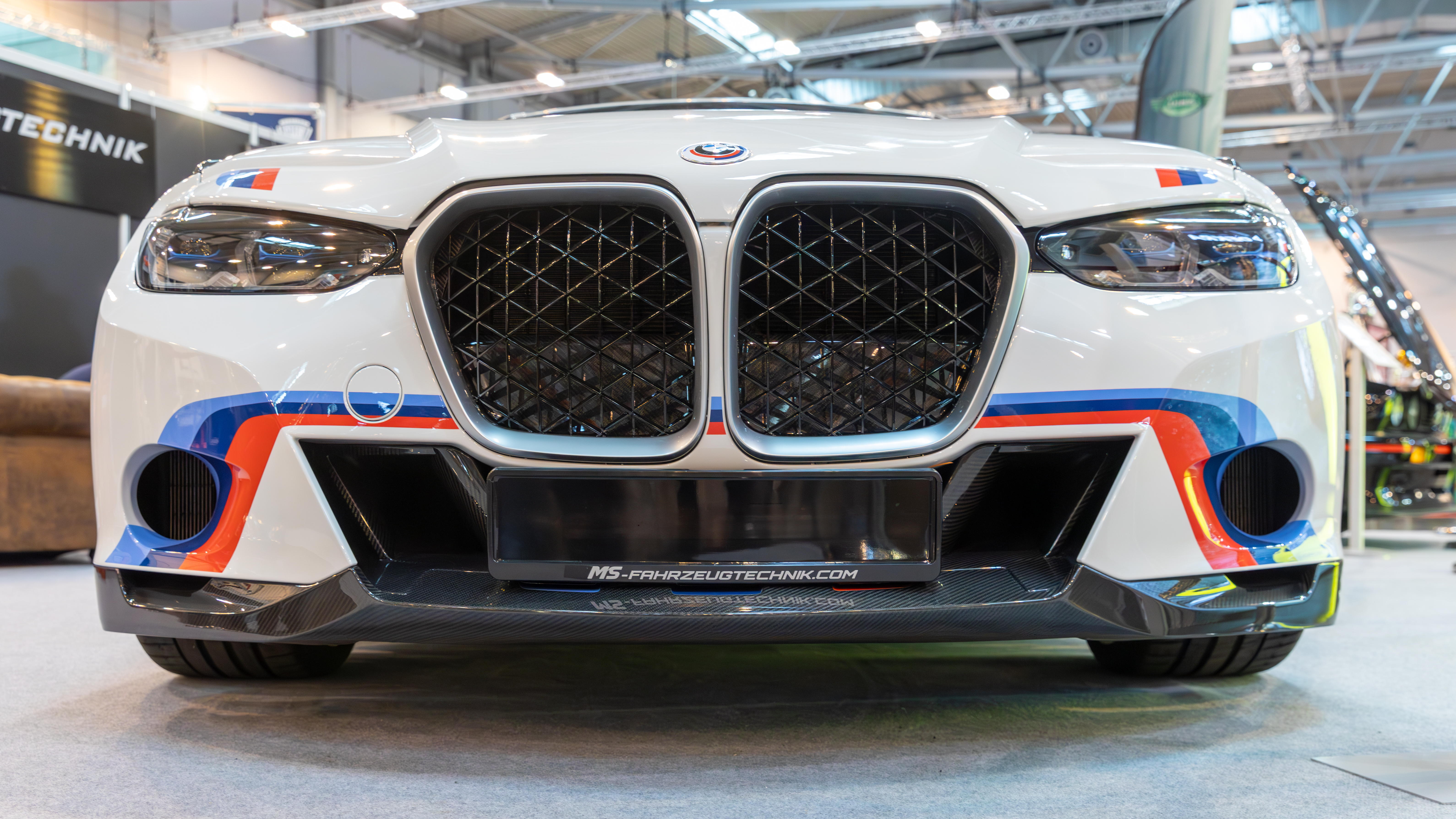
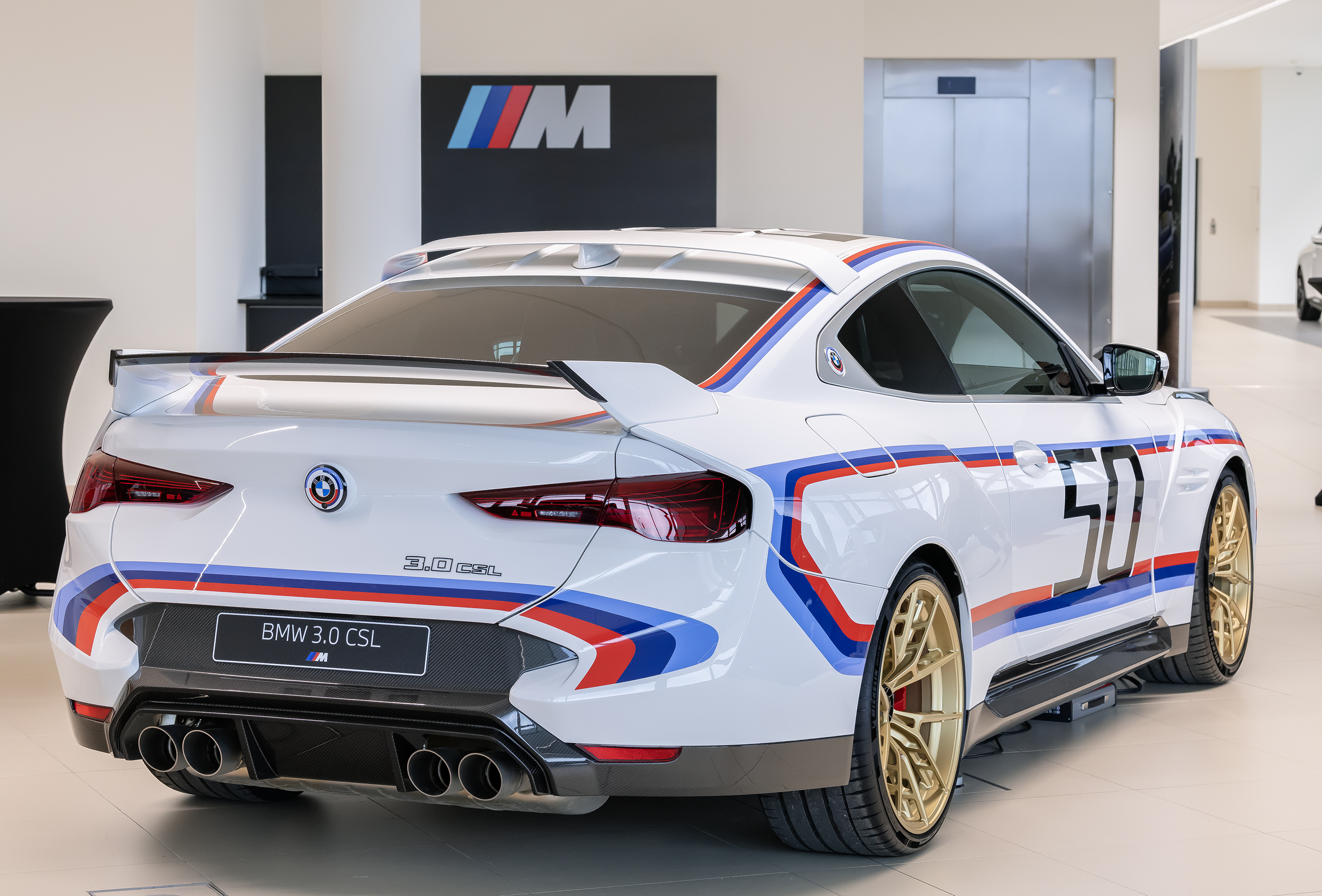
Heck

### M4 CS
Die gleiche Leistung wie der M4 CSL hat der M4 CS, der im Mai 2024 präsentiert wurde. Er hat einen abschaltbaren Allradantrieb und ist damit dem im Januar 2023 vorgestellten M3 CS technisch ähnlicher.

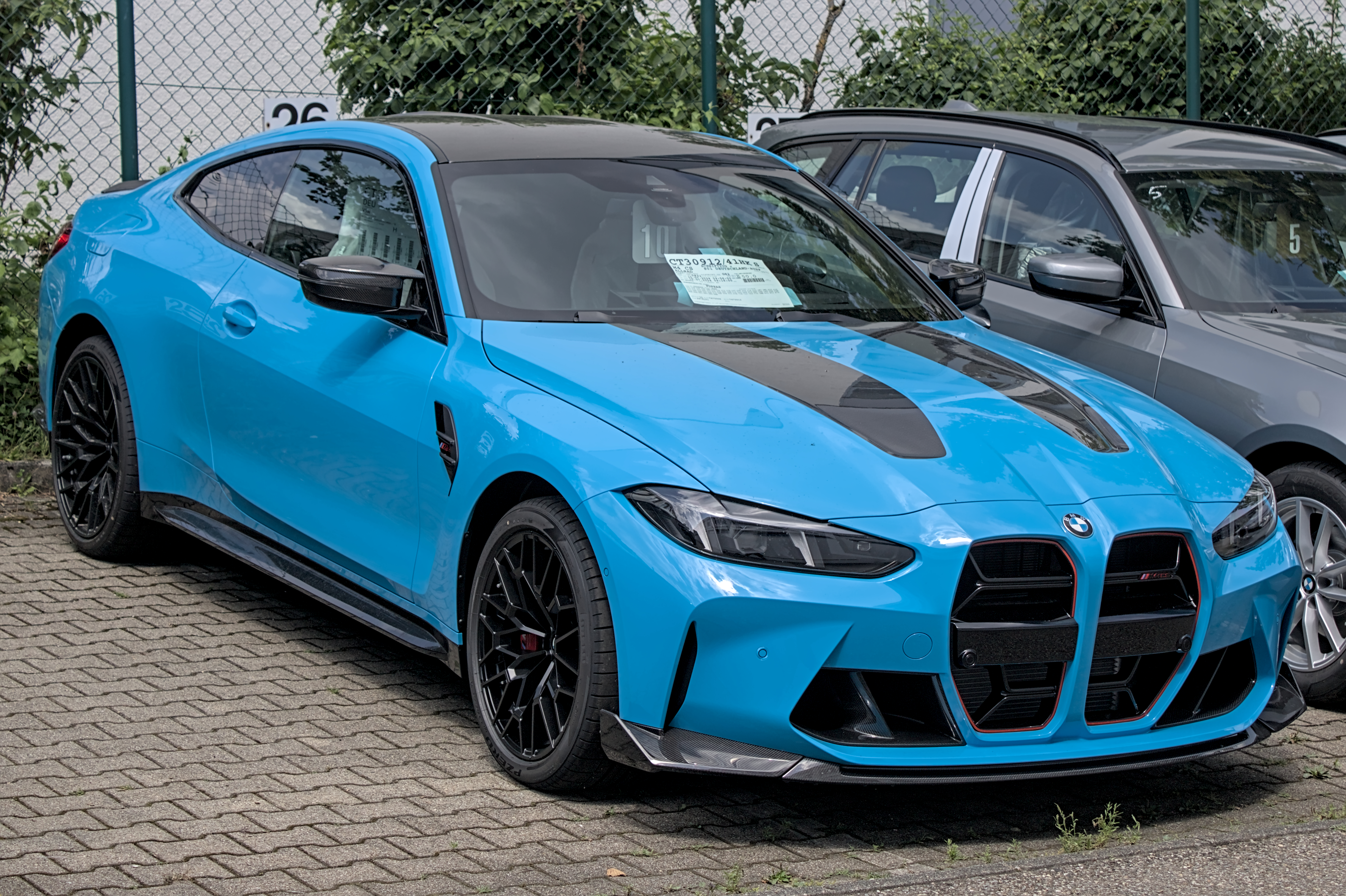
BMW M4 CS (seit 2024)

### M4 CS VR46 Edition
Anlässlich des 46. Geburtstags des Rennfahrers Valentino Rossi präsentierte BMW im Februar 2025 das Sondermodell M4 CS VR46 Edition. Es gibt die zwei auf jeweils 46 Exemplare limitierten Designvarianten Sport und Style. Gestaltet sind die Modelle in Gelb-Blau in Anlehnung an Rossis MotoGP-Design. An beiden Seiten ist die Zahl 46 zu sehen.

### M4 Edition Nürburgring
Ausschließlich in China erhältlich ist das Sondermodell M4 Edition Nürburgring, das im April 2025 auf der Shanghai Auto Show vorgestellt wurde und auf 53 Exemplare limitiert ist. Verschiedene Designelemente nehmen Bezug zum Nürburgring, wie beispielsweise auf die Kopfstützen gestickte Nürburgring-Nordschleife-Signets.

## Motorsport
Im April 2021 zeigte BMW ein Video von der Entwicklung der GT3-Version und kündigte die Verfügbarkeit bei den M Motorsport-Teams für 2022 an. Die Entwicklung war im Jahr 2019 mit Simulationen begonnen worden, Anfang 2020 im Regensburger BMW-Werk die erste Test-Karosserie entstanden. Der Serienmotor leistet im GT3 bis zu 590 PS. Einstellungen des Fahrzeugs können am Lenkrad ohne einen weiteren Rechner vorgenommen werden. Nach über 14.000 Testkilometern erfolgten die ersten Einsätze im September 2021 auf dem Nürburgring. Kundenfahrzeuge werden seit 2021 ausgeliefert.
Für die Saison 2025 wurde am 29. Mai 2024 eine Evolutions-Version vorgestellt. Im Fokus der Entwicklung war das Verhalten des Fahrzeugs in der Kurvenmitte, um die Fahrbarkeit insbesondere für Amateurfahrer zu erhöhen. Zum Paket zählen neue Stabilisatoren an Vorder- und Hinterachse, ein feiner und einfacher abzustimmendes Differenzial und ein größerer Verstellbereich des Heckflügels, sowie größere hintere Bremsscheiben. Außerdem wurden die Wartungsintervalle einiger Komponenten erhöht. Äußerlich ist das Evo-Modell an den kleineren Außenspiegeln und den größeren vorderen Radkästen zu erkennen. Das Paket kostet netto 80.000 €, das Fahrzeug netto 578.600 €.
Zur Saison 2023 wurde ebenfalls der M4 GT4 (F82) ersetzt durch ein Auto der aktuellen Baureihe. Zur Saison 2025 wurde diese bereits durch ein Evo Paket ersetzt. Hierbei wurden die Scheinwerfer und die Frontsplitter verändert.

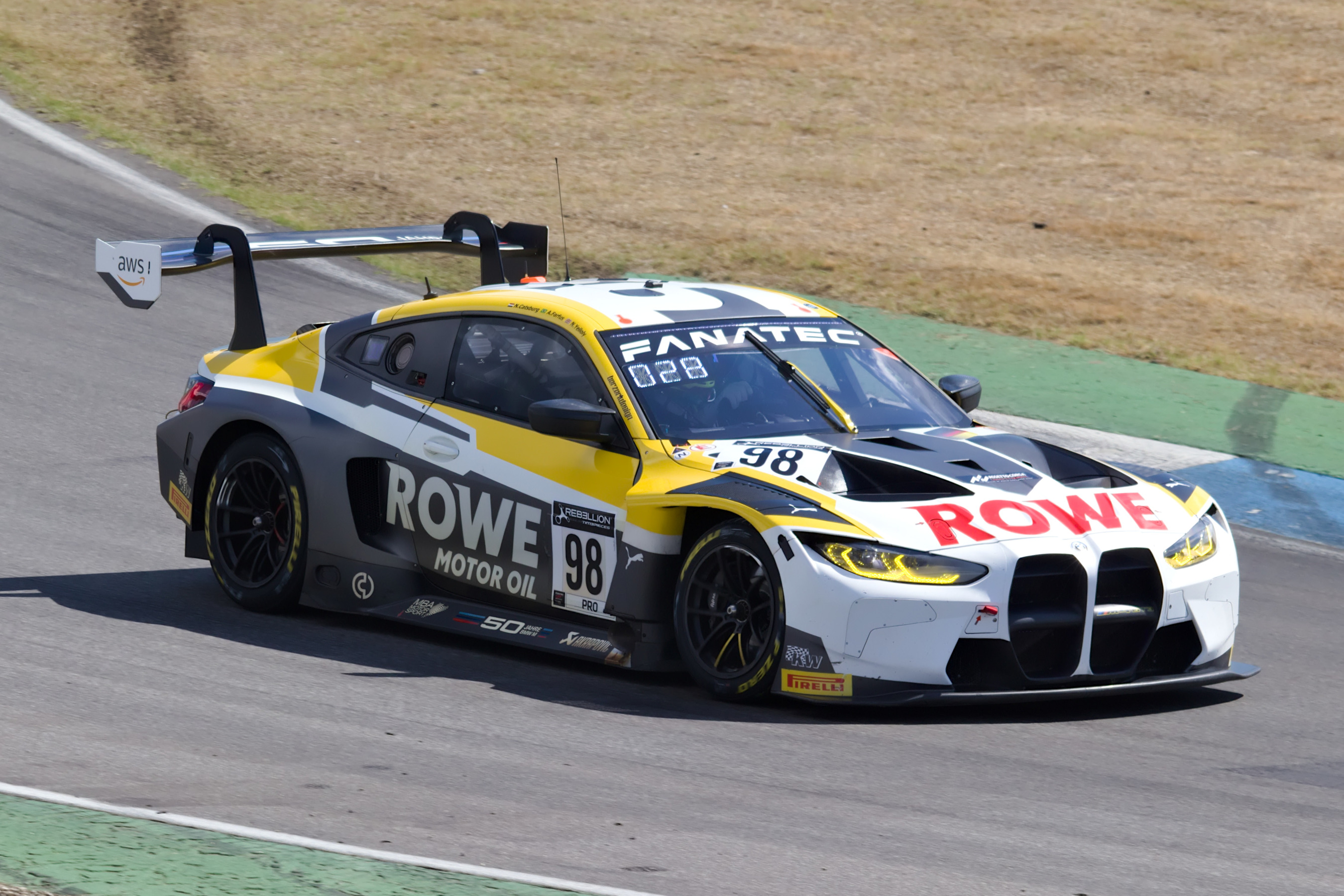
BMW M4 GT3 – Rowe Racing
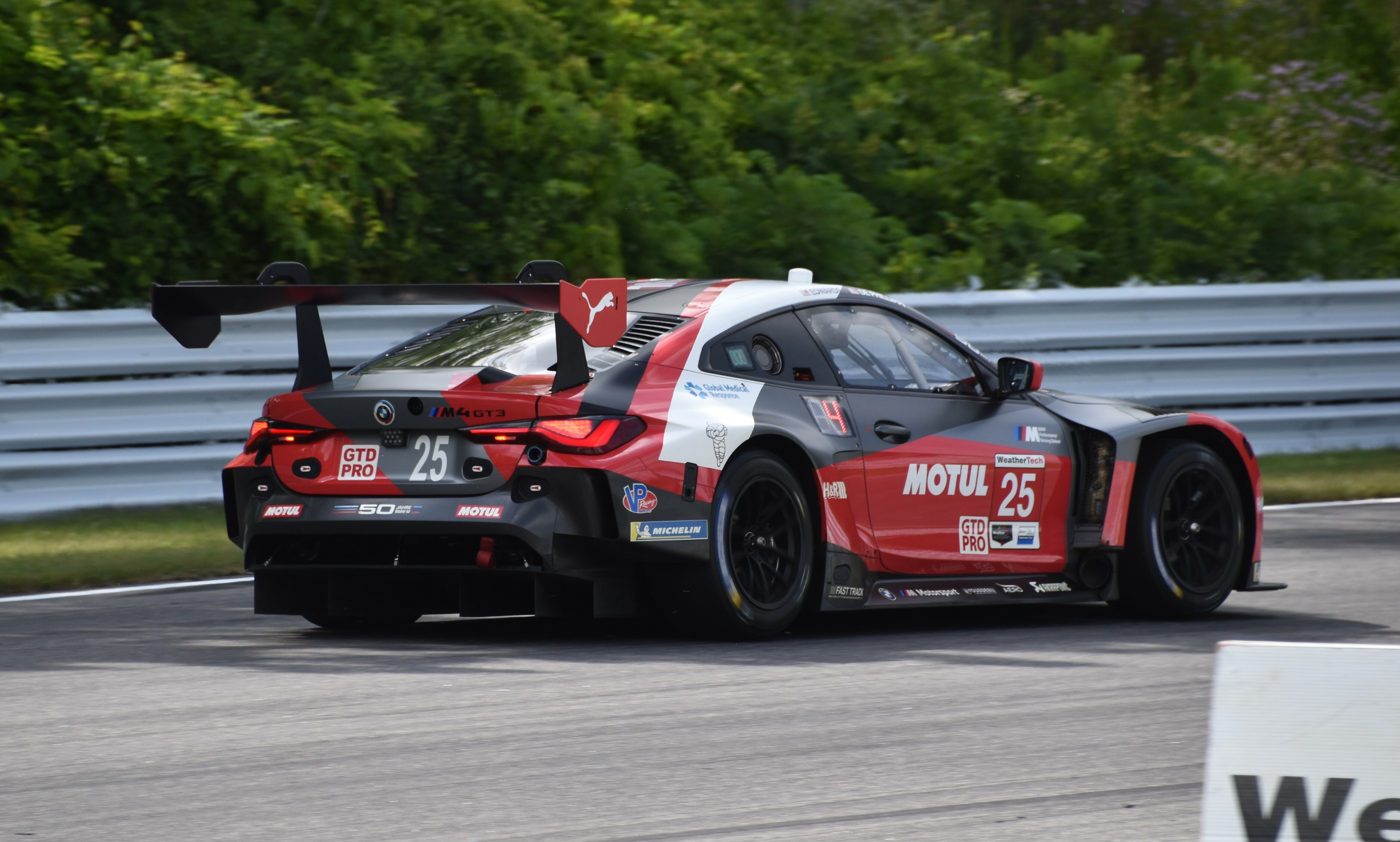
Heckansicht – BMW M Team RLL
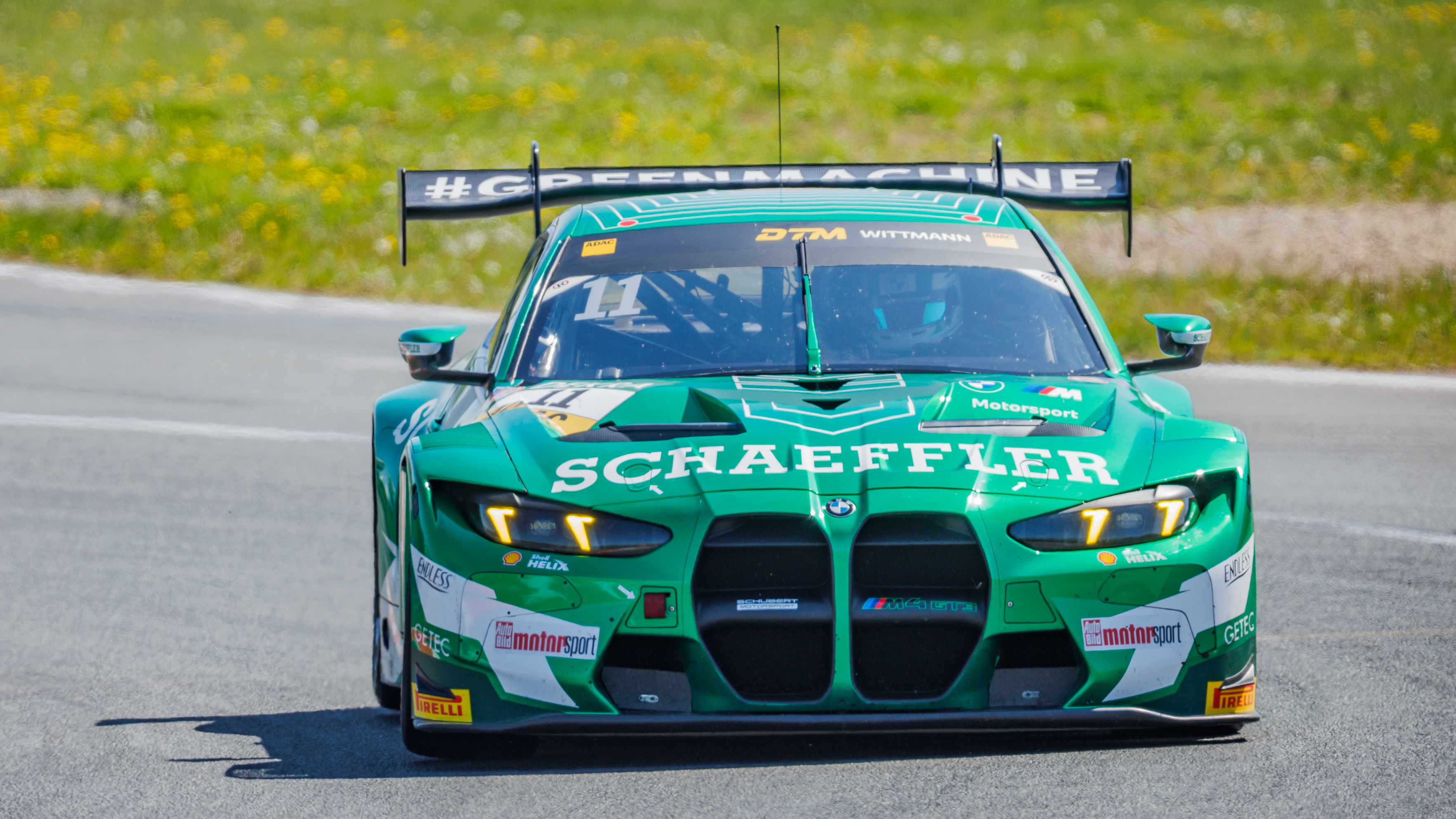
BMW M4 GT3 Evo – Schubert Motorsport

## Technische Daten

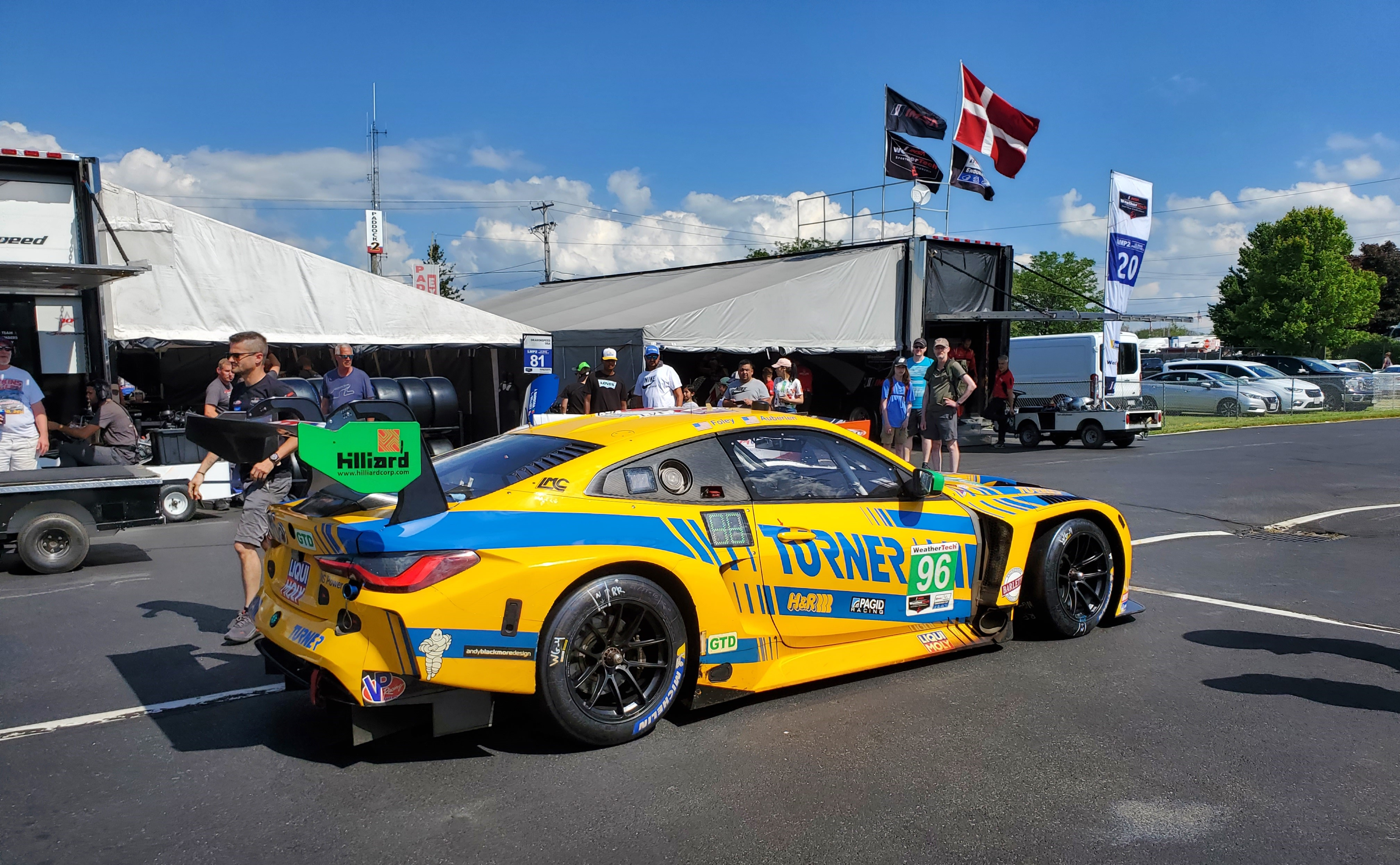
BMW M4 GT3 im Fahrerlager während des Sahlen’s-Six Hours-of-The-Glen-Wochenendes 2022 auf dem Watkins Glen International (USA)

|                                                                            | M4 Coupé                      | M4 Coupé Competition          | M4 Coupé Competition mit M xDrive | M4 Coupé Competition mit M xDrive | M4 Coupé CSL                  | M4 Coupé CS              | „3.0 CSL“                |
| -------------------------------------------------------------------------- | ----------------------------- | ----------------------------- | --------------------------------- | --------------------------------- | ----------------------------- | ------------------------ | ------------------------ |
| Bauzeitraum                                                                | seit 09/2020                  | seit 09/2020                  | 07/2021–01/2024                   | seit 03/2024                      | 05/2022–10/2022 (1.000 Stück) | seit 07/2024             | 11/2022 (50 Stück)       |
| Motor                                                                      | Ottomotor                     | Ottomotor                     | Ottomotor                         | Ottomotor                         | Ottomotor                     | Ottomotor                | Ottomotor                |
| Motorbauart                                                                | R6                            | R6                            | R6                                | R6                                | R6                            | R6                       | R6                       |
| Gemischaufbereitung                                                        | Benzindirekteinspritzung      | Benzindirekteinspritzung      | Benzindirekteinspritzung          | Benzindirekteinspritzung          | Benzindirekteinspritzung      | Benzindirekteinspritzung | Benzindirekteinspritzung |
| Motoraufladung                                                             | Bi-Abgasturbolader (1)        | Bi-Abgasturbolader (1)        | Bi-Abgasturbolader (1)            | Bi-Abgasturbolader (1)            | Bi-Abgasturbolader (1)        | Bi-Abgasturbolader (1)   | Bi-Abgasturbolader (1)   |
| variable Ventilsteuerung                                                   | Valvetronic                   | Valvetronic                   | Valvetronic                       | Valvetronic                       | Valvetronic                   | Valvetronic              | Valvetronic              |
| Motortyp                                                                   | S58B30T0                      | S58B30T0                      | S58B30T0                          | S58B30T0                          | S58B30T0                      | S58B30T0                 | S58B30T0                 |
| Hubraum                                                                    | 2993 cm³                      | 2993 cm³                      | 2993 cm³                          | 2993 cm³                          | 2993 cm³                      | 2993 cm³                 |                          |
| max. Leistung bei 1/min                                                    | 353 kW (480 PS)/ 6250         | 375 kW (510 PS)/ 6250         | 375 kW (510 PS)/ 6250             | 390 kW (530 PS)/ 6250             | 405 kW (550 PS)/ 6250         | 405 kW (550 PS)/ 6250    | 412 kW (560 PS)          |
| max. Drehmoment bei 1/min                                                  | 550 Nm/2650–6130              | 650 Nm/2750–5500              | 650 Nm/2750–5500                  | 650 Nm/2750–5730                  | 650 Nm/2750–5950              | 650 Nm/2750–5950         | 550 Nm                   |
| Getriebe                                                                   | 6-Gang-Schaltgetriebe         | 8-Gang-Automatikgetriebe      | 8-Gang-Automatikgetriebe          | 8-Gang-Automatikgetriebe          | 8-Gang-Automatikgetriebe      | 8-Gang-Automatikgetriebe | 6-Gang-Schaltgetriebe    |
| Antrieb                                                                    | Hinterradantrieb              | Hinterradantrieb              | Allradantrieb                     | Allradantrieb                     | Hinterradantrieb              | Allradantrieb            | Hinterradantrieb         |
| Beschleunigung, 0–100 km/h in s                                            | 4,2                           | 3,9                           | 3,5                               | 3,5                               | 3,7                           | 3,4                      |                          |
| Höchstgeschwindigkeit in km/h                                              | 250 290 (2)                   | 250 290 (2)                   | 250 290 (2)                       | 250 290 (2)                       | 307                           | 302                      | über 300 km/h            |
| Leergewicht EU in kg                                                       | 1755                          | 1800                          | 1850                              | 1850                              | 1700                          | 1835                     | 1624                     |
| Kraftstoffverbrauch, nach ECE-Fahrzyklus, WLTP, kombiniert in l/100 km (3) | 10,1                          | 9,8                           | 10,1                              | 10,0–10,1                         | 10,1                          | 10,2                     | 11                       |
| CO2-Emission, kombiniert in g/km (3) nach WLTP                             | 230                           | 224                           | 224                               | 226–229                           | 230                           | 232                      | 249                      |
| Abgasnorm nach EU-Klassifikation                                           | Euro 6d (ab 03/2024: Euro 6e) | Euro 6d (ab 03/2024: Euro 6e) | Euro 6d                           | Euro 6e                           | Euro 6d                       | Euro 6e                  | Euro 6d                  |

|                                                                            | M4 GT3                        |                               |
| -------------------------------------------------------------------------- | ----------------------------- | ----------------------------- |
| Bauzeitraum                                                                | seit 2021                     | seit 2021                     |
| Motor                                                                      | Ottomotor                     | Ottomotor                     |
| Motorbauart                                                                | 6-Zylinder-Reihenmotor        | 6-Zylinder-Reihenmotor        |
| Motortyp                                                                   | P58 3,0l                      | P58 3,0l                      |
| Hubraum                                                                    | 2993 cm³                      | 2993 cm³                      |
| Leistung                                                                   | 590 PS                        | 590 PS                        |
| Getriebe                                                                   | sequenzielles 6-Gang-Getriebe | sequenzielles 6-Gang-Getriebe |
| Antrieb                                                                    | Hinterradantrieb              | Hinterradantrieb              |
| Beschleunigung, 0–100 km/h in s                                            | 3,5                           | 3,5                           |
| Höchstgeschwindigkeit in km/h                                              |                               |                               |
| Leergewicht                                                                | 1250–1300 kg                  | 1250–1300 kg                  |
| Kraftstoffverbrauch, nach ECE-Fahrzyklus, WLTP, kombiniert in l/100 km (3) | 9,6–9,8                       | 9,6–9,8                       |
| CO2-Emission, kombiniert in g/km (3) nach WLTP                             | 219–224                       | 219–224                       |
| Abgasnorm nach EU-Klassifikation                                           |                               |                               |

## Bovensiepen Zagato

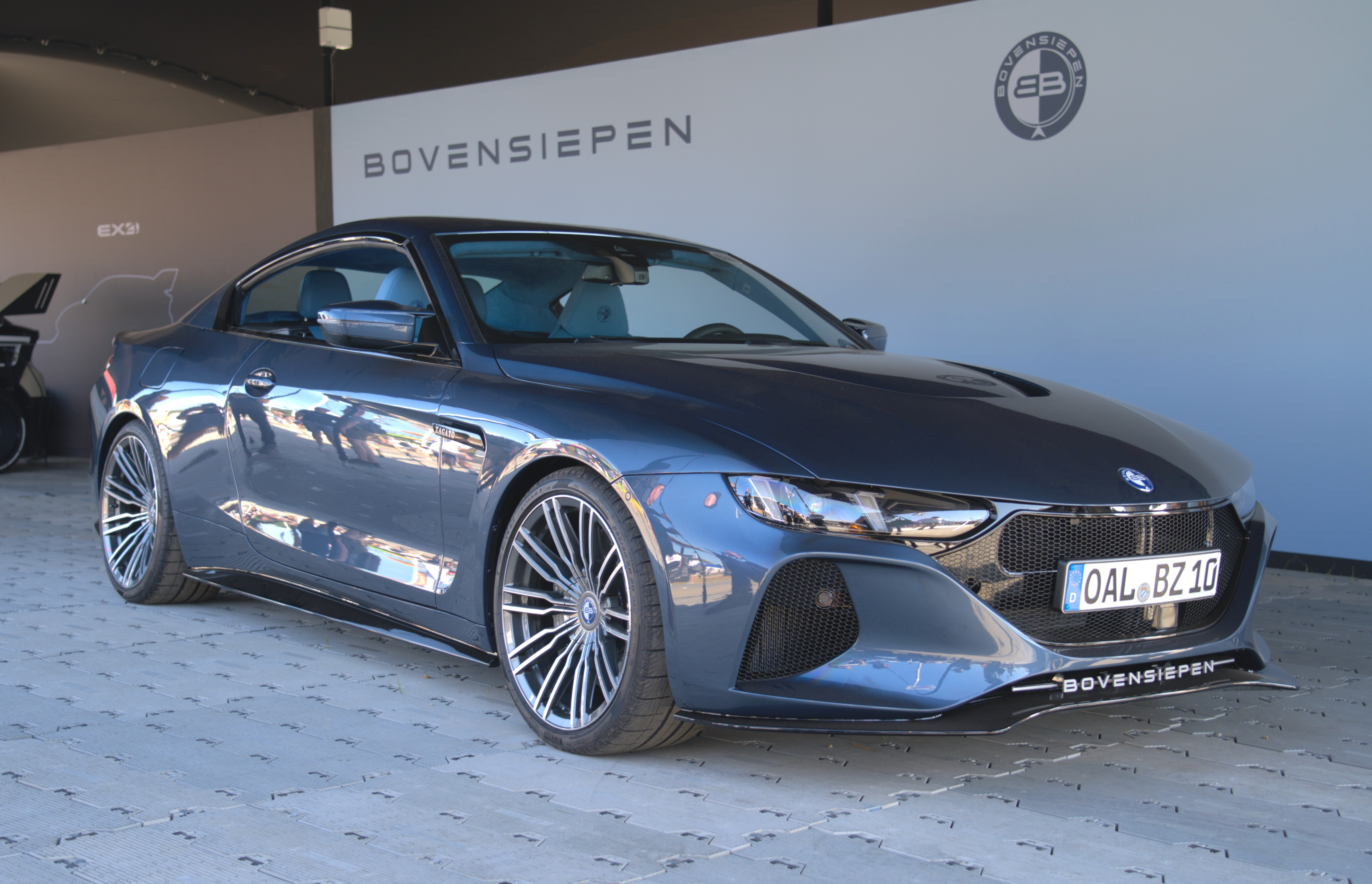
Bovensiepen Zagato

Der Bovensiepen Zagato ist das erste Modell der neuen Marke Bovensiepen und wurde im Mai 2025 auf dem Concorso d’Eleganza Villa d’Este vorgestellt. Er basiert auf dem M4, ist mit 4,94 Metern aber länger. Der Bovensiepen Zagato wird ausschließlich von einem 3,0-Liter-Reihensechszylinder angetrieben. Die maximale Leistung liegt bei 449 kW (611 PS), die Höchstgeschwindigkeit bei über 300 km/h.